# Julio Velasco
Pour les articles homonymes, voir Velasco.
Julio Velasco est un entraîneur de volley-ball argentin naturalisé italien né le 9 février 1952 à La Plata.

## Carrière d'entraîneur
Julio Velasco a entraîné l' équipe nationale masculine italienne de volleyball de 1989 à 1996. Sous lui, ils ont remporté l'argent aux Jeux olympiques de 1996 , deux championnats du monde (1990 et 1994), trois championnats d'Europe (1989, 1993 et 1995), une Coupe du monde (1995). et cinq titres de ligues mondiales (1990, 1991, 1992, 1994 et 1995). De 1997 à 1998, il a entraîné l' équipe nationale féminine italienne de volleyball . Il a ensuite entraîné divers clubs et équipes nationales dans les divisions féminine et masculine.
Velasco devient sélectionneur de l'équipe féminine d'Italie en novembre 2023. En poste à cette date avec le club de Busto Arsizio, il le quitte en fin d'année.
Aux Jeux olympiques d'été de 2024 il conduit l'équipe d'Italie féminine à remporter le tournoi. Il s'agit de la première médaille d'or jamais remportée par une équipe nationale italienne de volley-ball.

## Clubs
| Club               | Pays      | De        | À         |
| Ferro Carril Oeste | Argentine | 1979-1980 | 1982-1983 |
| Jesi               | Italie    | 1983-1984 | 1984-1985 |
| Modène             | Italie    | 1986-1987 | 1988-1989 |
| Piacenza           | Italie    | 2003-2004 | 2003-2004 |
| Modène             | Italie    | 2004-2005 | ...       |

## Sélections nationales
| Pays                   | De        | À         |
| Italie (M)             | 1989-1990 | 1995-1996 |
| Italie (F)             | 1996-1997 | 1996-1997 |
| République tchèque (M) | 2001-2002 | 2002-2003 |
| Iran (M)               | 2011-2012 | 2013-2014 |

## Palmarès
- En club
  - Championnat d'Italie : 1986, 1987, 1988, 1989
  - Coppa Italia : 1986, 1988, 1989
  - Coupe des Coupes : 1987
- En équipe nationale
  - Championnat du monde : 1990, 1994
  - Championnat d'Europe : 1989, 1993, 1995
  - World Grand Champions Cup : 1993
  - Ligue mondiale : 1990, 1991, 1992, 1994, 1995
  - Coupe du monde : 1995
  - Super Challenge : 1996
  - Goodwill Games : 1994
  - World Super Four : 1994